# María Corina Machado
María Corina Machado Parisca (Caracas, 7 de outubro de 1967) é uma engenheira industrial, professora e política venezuelana. Serviu como deputada da Assembleia Nacional da Venezuela entre 2011 e 2014, quando teve seu mandato cassado pela mesa diretora da Assembleia Nacional da Venezuela, comandada na época por Diosdado Cabello. Foi também fundadora, juntamente com Alejandro Plaz, vice-presidente e presidente da Súmate, organização civil de oposição ao governo venezuelano.
Apoiou o golpe de estado de 2002, que depôs por 48 horas o então presidente Hugo Chávez. Na ocasião, Pedro Carmona Estanga, diretor da principal entidade empresarial do país, proclamou-se presidente da Venezuela e assinou decreto que fechava o Congresso Nacional, anulava a Constituição, dissolvia a Suprema Corte e suspendia garantias legais. María Corina participou daquele governo e assinou o "Decreto Carmona".
Juntamente com outros integrantes da oposição venezuelana, foi acusada de conspiração para fundos recebidos da Fundação Nacional para Democracia, provocando a condenação do governo de Hugo Chávez por grupos de defesa dos direitos humanos.
Durante os protestos na Venezuela em 2014, foi uma das principais organizadoras das manifestações contra o presidente Nicolás Maduro.
Em junho de 2023, após começar a liderar as primárias da oposição para a Eleição presidencial em 2024, foi proibida de ocupar cargos públicos pela Controladoria-Geral do país por 15 anos; algo semelhante aconteceu com Henrique Capriles, que concorreu duas vezes à presidência pela oposição, e foi impedido de exercer cargos públicos por 15 anos em 2017.
Em 9 de janeiro de 2024, durante um protesto contra a posse de Nicolás Maduro em 2025, foi presa pelo seu regime.

## Vida pessoal
Nascida em 7 de outubro de 1967, como a mais velha de quatro filhas de um empresário do ramo do aço e de uma psicóloga formada, reconhece que sua infância foi "protegida do contato com a realidade" numa família "conservadora e católica fervorosa", que incluía o ensino em escolas particulares na Venezuela, internatos nos EUA e várias viagens para a Europa. Entre seus antepassados, incluem-se Eduardo Blanco, autor do clássico de 1881 Venezuela Heroica, e um parente morto durante o um levante contra a ditadura de Juan Vicente Gómez.
É formada em engenharia industrial pela Universidade Católica Andrés Bello e possui mestrado em finanças pelo Instituto de Estudos Superiores de Administração (IESA) de Caracas.
Em 1992, já mãe de três filhos, criou a Fundação Atenea, para ajudar com doações privadas, órfãos e crianças carentes de Caracas. Foi também presidente da Fundação Oportunidades. Depois de trabalhar na indústria automobilística em Valencia, mudou-se em para a capital do país em 1993. Por seu papel na Súmate, abandonou a organização para não politizá-la.

## Súmate

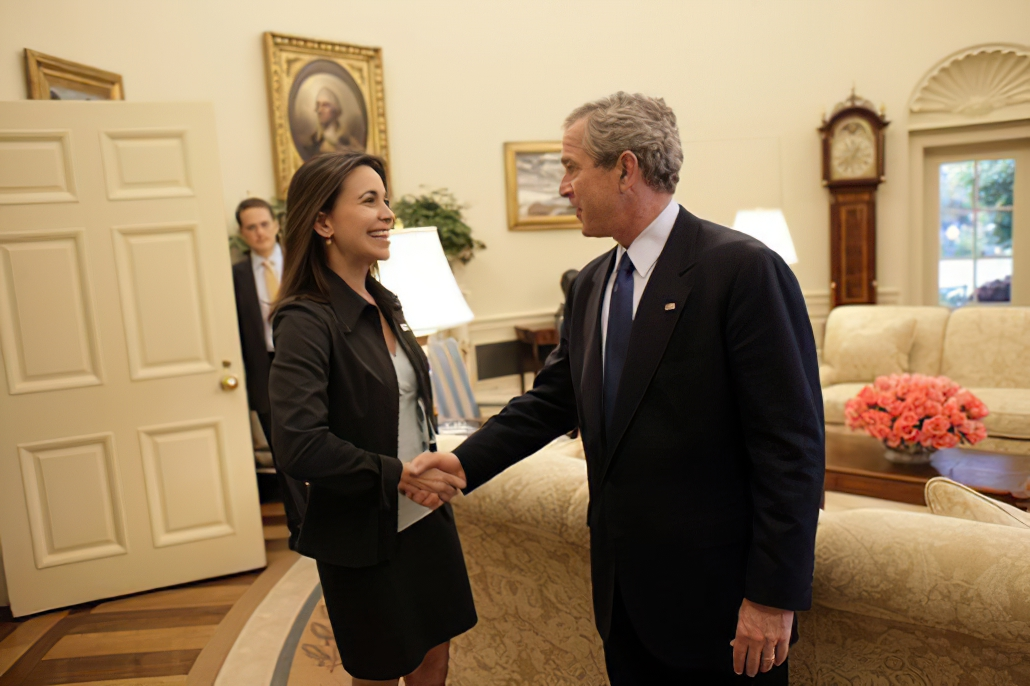
George W. Bush recebendo María Corina Machado no Salão Oval (31 de Maio de 2005).

De acordo com o The Washington Post, a fundação da organização voluntária da sociedade civil venezuelana,  Súmate, resultou de um encontro correu entre Machado e Alejandro Plaz no saguão de um hotel em 2001, onde compartilharam sua preocupação sobre o curso que estava sendo moldado para Venezuela. Machado disse:
"Algo despertou. Eu tinha essa sensação perturbadora de que não podia ficar em casa assistindo o país polarizar-se e entrar em colapso... Tivemos que manter o processo eleitoral, mas mudar o curso, para dar aos venezuelanos a oportunidade de contar com si mesmos, para dissipar as tensões que eles criaram. Foi a escolha das cédulas sobre as balas."
Em 2004, a Súmate fez uma petição que levou ao referendo de 2004 na Venezuela, que sugeria a interrupção do mandato de Hugo Chávez. De acordo com a CBS News, Chávez descreveu os líderes da Súmate como "conspiradores", "golpistas" e "lacaios" do governo dos EUA. Após o referendo, os membros da Súmate foram acusados de traição e conspiração, nos termos do artigo 132 do Código Penal venezuelano, por receber do NED, apoio financeiro para as suas atividades.
Em 2005, o The Wall Street Journal, noticiou que  Machado enfrentou acusação de conspiração por ter recebido do NED uma doação de US$ 31.000,00 para "trabalho educativo apolítico". Naquele mesmo ano, o The New York Times definindo-a como a "adversária mais detestada do governo venezuelano, uma jovem mulher com um a velocidad de uma metralhadora giratória, que muitas vezes aparece em Washington ou Madrid para denunciar o que ela chama a erosão da democracia no governo do presidente Hugo Chávez", e diz que o governo venezuelano considera-a "um membro de uma elite corrupta vendida ao tão difamado governo Bush".
O porta-voz do departamento de Estado dos Estados Unidos declarou que a decisão de processá-la era "parte da campanha do presidente Hugo Chávez... para intimidar os membros sociedade civil e impedi-los de exercer os seus direitos democráticos", acrescentando que a administração Bush estava "seriamente preocupada" com a decisão do Supremo Tribunal de Justiça venezuelano. As acusações criminais desencadearam condenações da Human Rights Watch e grupos democratas, da Embaixada dos EUA na Venezuela, e de uma coalizão de líderes mundiais.
Machado reconheceu, em 2005, o apoio dos venezuelanos a Chávez, dizendo "nós temos que reconhecer as coisas positivas que têm sido feitas", mas que o presidente é "cada vez mais intolerante".
Machado e Plaz foram convidados a se reunir com os legisladores da Assembleia Nacional em agosto de 2006 para uma investigação sobre o financiamento da Súmate, mas tiveram seu acesso à audiência, embora tenham afirmado que receberam cartas solicitando a sua presença.
De acordo com o The Christian Science Monitor, ela também enfrenta acusações de traição por ter assinado o Decreto Carmona durante a tentativa de golpe de Estado na Venezuela de 2002. Alegou que escreveu seu nome no que acreditava ser uma lista de presença, enquanto visitava o palácio presidencial As ações prevêem penas de mais de uma década na prisão; o julgamento foi suspenso em Fevereiro de 2006 por causa de violações ao devido processo legal por parte do juiz de primeira instância, e foi adiado várias vezes.

## Assembleia Nacional

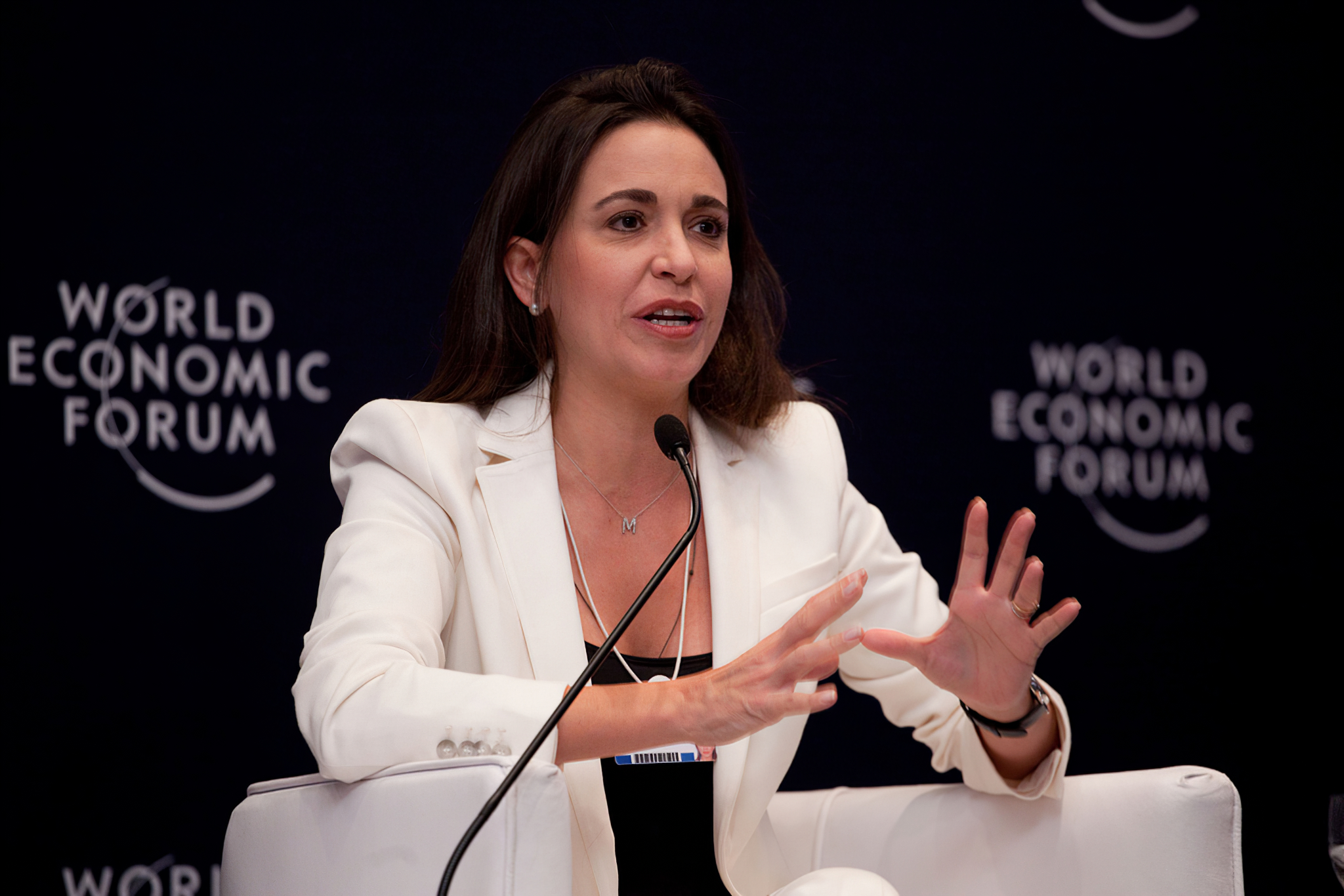
Presente no Fórum Econômico Mundial de 2011 no Rio de Janeiro

Em 2011, Machado anunciou o lançamento de sua pré-candidatura para a eleição presidencial da Venezuela em 2012.
De acordo com o Los Angeles Times, "Machado e Mendoza já estão falando como potenciais candidatos à presidência em dois anos." Michael Shifter disse que Machado é uma futura candidata presidencial "que pode, efetivamente, transmitir a visão de uma Venezuela pós-Chávez que pode apelar adequadamente aos simpatizantes de Chávez." De acordo com o Financial Times, "Machado está sendo apelidada de o novo rosto da oposição... Até mesmo o presidente Hugo Chávez tem falado de confrontá-la nas eleições presidenciais de 2012."
Em 13 de janeiro de 2012, durante o discurso anual de Chávez à Assembleia Nacional venezuelana, Machado confrontou-o sobre a escassez de produtos básicos, a criminalidade e as nacionalizações das indústrias de base: "Como você pode dizer que protege a propriedade privada quando pequenas empresas foram expropriadas? Expropriação sem indenização é roubo."
Henrique Capriles Radonski foi o vencedor das primárias 12 de Fevereiro de 2012 para ser o candidato da oposição contra Chávez na eleição presidencial de Outubro; de acordo com a Associated Press, Machado "admitiu a derrota antes do anúncio dos resultados, dizendo que também irá apoiar ativamente Capriles".

### Candidatura
Em fevereiro de 2010, Machado demitiu-se Súmate e anunciou sua candidatura para a Assembleia Nacional da Venezuela, representando o estado de Miranda (Chacao, Baruta, El Hatillo e a freguesia de Leoncio Martínez de Sucre) pelo Primeiro Justiça (PJ), partido membro da coligação Mesa da Unidade Democrática (MUD) em oposição ao partido de Chávez, Partido Socialista Unido da Venezuela (PSUV). Ao anunciar sua candidatura, disse que os venezuelanos são bons, decentes e livres e que não querem viver com violência ou ódio; prometeu defender o direito dos venezuelanos de pensar livremente e viver sem medo. Disse que espera construir um "governo responsável", reformando as instituições públicas, especialmente o Conselho Nacional Eleitoral (CNE). Em abril de 2010, ganhou a primária, prosseguindo com sua candidatura.
Machado fez campanha ativamente nas favelas, "uma vez vistos como território sólidos pró-Chávez", na tentativa de "capitalizar sobre problemas domésticos, incluindo o crime violento generalizado, a falta de energia em algumas regiões, um grande déficit habitacional e a inflação de 30 por cento". A representante dos Círculos Bolivarianos, base do regime de Chávez, descreveu Machado como "a candidata contrarrevolucionaria".
Queixou-se que os candidatos MUD enfrentaram "uma máquina de propaganda orquestrada pelo governo que agita e ridiculariza os críticos de Chávez, promove talk shows dominados por candidatos do partido do governando e divulga todos os discursos do presidente", e que teve que campanha com menos fundos como e "se esforçou para convencer apoiadores e líderes empresariais para contribuir para sua campanha porque temem represálias por parte do governo e dos aliados de Chavez no ministério público". De acordo com o The Economist, Constituição da Venezuela "proíbe funcionários do governo, incluindo o presidente, de utilizar o sua posição a favor de uma tendência política. Mas a autoridade eleitoral, cujo conselho é composto por quatro chavistas e um oposicionista solitário, diz que eles podem fazê-lo de qualquer maneira." Chávez foi acusado de violar as leis de campanha usando TV estatal para "repreender rivais e louvar amigos" durante a campanha eleitoral; ele negou a violar a lei, e sugeriu que o único diretor de cinco diretores do CNE que não é pró-Chávez e que levantou a questão poderia ser processado por fazer as acusações. De acordo com um repórter da Associated Press, Conselho Eleitoral da Venezuela "durante anos ignorou as leis que barram o presidente e outras autoridades eleitas de fazer campanha ativamente para os candidatos. Chavez... ameaçou uma ação legal contra Vicente Diaz, o único membro do Conselho Eleitoral que criticou seu uso pesado de estado mídia antes da votação". Machado disse: "Enquanto nós estamos visitando os eleitores, indo de casa em casa, a campanha do partido no poder é imposta através de discursos televisionados." Enquanto o canal de televisão estatal entrevistava Machado, eram exibidas imagens de sua reunião no Salão Oval em 2005 com George W. Bush, descrito por um repórter da Associated Press como "inimigo de longa data de Chávez". Ela disse: "Nós temos uma campanha liderada pelo PSUV com um monte de recursos que sabemos que são recursos públicos, mesmo quando a Constituição proíbe isso." O PSUV foi beneficiado pelas frequentes "cadenas" (discursos de Chávez obrigatoriamente exibidos em todos os canais da TV venezuelana), enquanto que "o principal canal governo exibe um fluxo constante de comícios e anúncios com candidatos vestidos de vermelho de Chávez". Quando entrevistada pelo canal estatal, a entrevista foi "abruptamente cortada" e "mudou para um comício de campanha em que Chávez falava para um teatro cheio com seus simpatizantes".

### Eleição
Machado elegeu-se deputada para a Assembleia Nacional na eleição legislativa de 2010, como a maior votação do país ao lado de seu companheiro de lista eleitoral Enrique Mendoza, do PJ. Machado disse que o presidente "cometeu um grande erro, transformando a eleição em um plebiscito sobre si mesmo... Este é um sinal claro de que os venezuelanos não querem um governo autoritário, um governo militarizado, um governo centralizado e um governo que quer transformar a Venezuela numa Cuba... A nova fase começa hoje, e demos um grande passo para o dia em que os valores democráticos, da liberdade, da justiça e da boa governança prevalecerão." "Agora temos a legitimidade do voto cidadão. Nós somos representantes do povo." "É muito claro. A Venezuela disse não ao modelo cubano".

### Cassação
Em 21 de março de 2014, MCM compareceu, a pedido do Panamá, na reunião Organização dos Estados Americanos (OEA), em meio a protestos na Venezuela, para falar sobre a situação do país. Depois de sua aparição na OEA, de acordo com o The Wall Street Journal, "parlamentares pró-Maduro, que dominam a Assembleia Nacional", alegaram sua aparição na OEA é proibida pela Constituição da Venezuela e decidiram cassar seu mandato. A então deputada foi acusada pelo presidente da Casa, Diosdado Cabello, de ter atuado como representante suplente do Panamá na reunião da OEA. Respondeu a Cabello afirmando existir uma "ditadura na Assembleia Nacional" e disse que a sua cassação da Assembleia Nacional foi ilegal.

## Protestos na Venezuela em 2014

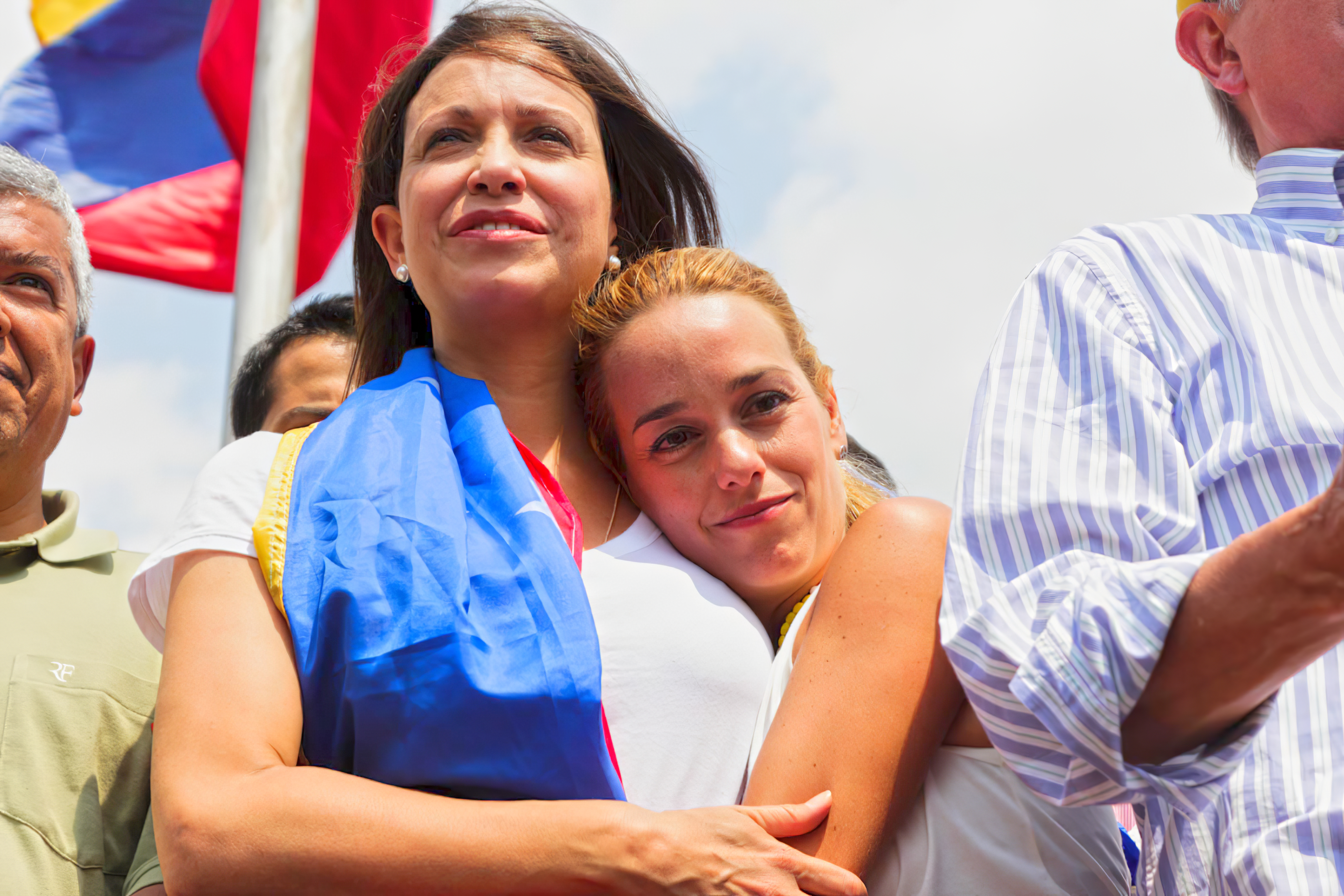
Com Lilian Tintori numa manifestação da oposição em 26 de Março de 2014

Machado estava entre os líderes das manifestações da oposição contra o presidente Nicolas Maduro nas manifestações de 2014. O congresso da Venezuela em 18 de Março solicitou uma investigação criminal de Machado por crimes, incluindo traição por seu envolvimento nos protestos anti-governo.
Machado respondeu às acusações legais feitas contra ela dizendo: "Em uma ditadura, quanto mais fraco o regime é, maior a repressão". Depois de sua retirada, em 21 de março, juntamente com seus simpatizantes, iniciaram uma marcha em 1 de Abril em direção centro de Caracas em protesto contra a expulsão de Machado, onde ela tentou retornar a seu assento na Assembleia Nacional. Os manifestantes foram impedidos de sair pela Guarda Nacional, que os dispersou com gás lacrimogêneo.

### Acusações de tentativa de assassinato
Em Maio de 2014, um alto funcionário do governo venezuelano, Jorge Rodriguez, apresentou alegações de um complô de políticos e funcionários da oposição, incluindo Machado, para derrubar o governo do presidente venezuelano Maduro. As provas apresentadas pelo governo venezuelano foram alegados e-mails através do Google que foram dirigidas a outros, tanto Machado qanto Pedro Burelli. Burelli respondeu que os e-mails foram falsificados pelo Serviço Bolivariano de Inteligência Nacional, mostrando o que realmente escreveu nos e-mails verdadeiros. Em junho, a procuradora-geral da Venezuela, Luisa Ortega Díaz intimou Machado juntamente com Burelli, Diego Arria, e Ricardo Koesling; uma semana depois, em 11 de junho, mandados de prisão foram emitidos. Burelli contratou a Kivu, uma empresa de segurança digital sediada nos Estados Unidos, para analisar os supostos e-mails dizendo que "não há provas da existência de qualquer e-mails] entre contas de e-mail do Google de Pedro Burelli e os supostos destinatários", que os supostos e-mails apresentados pelo governo venezuelano tinham "muitos indícios de manipulação" e que "os funcionários venezuelanos usaram e-mails para acusar adversários do governo de conspirar para matar o presidente Nicolas Maduro" form forjados.
Em novembro de 2014, funcionários do governo anunciaram que Machado seria formalmente acusada em 3 de dezembro. Machado e outros afirmaram que as acusações eram falsas e foram criadas pelo governo venezuelano para desviar a atenção dos problemas e pesquisas econômicas da Venezuela mostrando Classificação da Maduro aprovação em uma baixa recorde de 30%.

## Carreira política posterior
Em 1º de fevereiro de 2019, Maria Machado anunciou sua intenção de concorrer à presidência caso Juan Guaidó convocasse eleições, devido à crise presidencial venezuelana de 2019. Ela foi reconhecida como candidata da oposição para a próxima eleição presidencial venezuelana. Durante uma entrevista sobre a eleição, Machado deixou claro que não estava interessada nas primárias da oposição, afirmando: "Meu objetivo é remover Maduro e derrotar o regime com toda a força disponível". Ela argumentou que, nas eleições, existem apenas duas opções: "Ganhamos com uma grande maioria ou Maduro rouba a eleição". Félix Seijas, chefe de pesquisas da Delphos, explicou que "a oposição, tal como era, já não existe, e isso abre portas para ela conquistar apoio além de sua base radical", justificando assim seu apoio ampliado.

### Primárias presidenciais de 2023
Em 14 de agosto de 2022, Machado confirmou sua participação nas primárias presidenciais da Plataforma Unitária de 2023. Durante as primárias, posicionou-se contra a assistência técnica do CNE na eleição, alegando que o CNE faz parte de um "sistema criminoso". Da mesma forma, defendeu o retorno à votação manual. Em 15 de março de 2023, iniciou oficialmente sua turnê de campanha pelo país, no estado de Mérida. Em sua pré-campanha, manteve críticas à liderança tradicional da oposição, especialmente aos partidos Acción Democrática, Primero Justicia, A New Era e Voluntad Popular. Também deixou claro que estava disposta a negociar uma saída do chavismo para alcançar uma transição. Em 30 de junho de 2023, foi desqualificada por quinze anos pela Controladoria Geral da Venezuela, após solicitação do político José Brito. A controladoria a vinculou a supostos crimes de Juan Guaidó e a acusou de apoiar sanções durante a crise venezuelana. Analistas apontaram que a acusação de participação no governo interino era incoerente, pois ela não foi membro da Assembleia Nacional de oposição de 2015 (por ter sido desqualificada pela Controladoria), além de nunca ter sido nomeada para qualquer cargo no governo interino de Guaidó. Organizações como as Nações Unidas, a Organização dos Estados Americanos e a União Europeia, assim como países como Colômbia, Paraguai, Uruguai, Equador, Estados Unidos, Reino Unido, Alemanha, Chile, Canadá e França, rejeitaram a desqualificação de Machado. O Parlamento da União Europeia classificou a proibição como "arbitrária e politicamente fabricada", e a Associated Press afirmou que barrar políticos opositores de participarem das eleições é uma tática frequente do governo. Em 26 de outubro de 2023, após vencer as primárias, a Comissão Nacional de Primárias proclamou Machado como a candidata presidencial unitária da oposição. A desqualificação de 15 anos de Machado foi confirmada pelo Supremo Tribunal de Justiça da Venezuela em janeiro de 2024. O tribunal afirmou que a desqualificação se dava "por estar envolvida... na trama de corrupção orquestrada pelo usurpador Juan Guaidó", que teria levado a um "bloqueio criminoso da República Bolivariana da Venezuela, bem como à desapropriação descarada das empresas e riquezas do povo venezuelano no exterior, com a cumplicidade de governos corruptos". Machado nomeou Corina Yoris como sua suplente. Yoris não conseguiu se registrar como candidata e nomeou Edmundo González Urrutia como seu substituto temporário.

### Eleições presidenciais de 2024
Embora Machado não seja a candidata presidencial, ela permaneceu como a líder da oposição ao chavismo durante o processo eleitoral. O apoio majoritário que o candidato Edmundo González recebe em diversas pesquisas deve-se ao impulso dado a ele pelo suporte de Machado. Sobre o papel que Machado desempenharia em um hipotético governo de González Urrutia, The Telegraph comenta "Caso a oposição vença, espera-se amplamente que a Sra. Machado seja a líder de fato de um governo formalmente liderado pelo Sr. González". O jornal também comparou o massivo movimento popular em torno de Machado com a ascensão de Hugo Chávez à presidência em 1998, pelo "fervor" gerado entre os cidadãos em um contexto de crise política e decadência do sistema. Em 4 de julho, González e Machado iniciaram oficialmente a campanha eleitoral juntamente com outros líderes da oposição. O evento, planejado inicialmente como uma caravana de Chacaíto a El Marqués, transformou-se em uma marcha com a participação de dezenas de milhares de pessoas. The New York Times, ao se referir a Machado, descreveu-a como "uma ex-legisladora enérgica, cuja mensagem central é a promessa de trazer os venezuelanos de volta para casa, restaurando a democracia e reativando a economia". Após os anúncios do governo venezuelano de resultados eleitorais falsificados, desenvolveu-se uma crise política nacional e internacional. Em 1º de agosto, Machado publicou uma carta no The Wall Street Journal, afirmando ter se escondido "temendo por minha vida, minha liberdade e a de meus compatriotas diante da ditadura de Nicolás Maduro"; na carta, apresentou as evidências, segundo ela, extraídas da contagem dos votos que sustentavam a vitória do PUD, e afirmou que Maduro expulsara testemunhas das urnas, enquanto estas "protegeram os comprovantes de voto com suas vidas durante toda a noite" das eleições. Em 9 de janeiro de 2025, Maria Machado sofreu uma tentativa de prisão por forças do "regime de Nicolás Maduro". A prisão ocorreu após um comício em Chacao, Caracas, onde Machado reapareceu publicamente após três meses de reclusão. Segundo relatos, tropas do governo "interceptaram violentamente" seu veículo e atiraram nas motocicletas que a transportavam.

## Alvo de violência
Presente na a celebração do Bicentenário da Venezuela, em 5 de julho de 2011, na sequência de comentários controversos feitos anteriormente sobre a dependência da Venezuela por Cuba, Machado foi atacada por um grupo enfurecido de partidários do governo venezuelano. O grupo de cerca de 50 pessoas, atirou pedras e garrafas contra ela; foi protegida por autoridades, um policial ficou ferido, e foi retirada da área por uma moto da polícia. Mais tarde agradeceu às autoridades para defendê-la e pediu desculpas por qualquer um dos seus ferimentos.
Durante a campanha presidencial de 2011, ela e seus companheiros foram atacados em 16 de outubro por um pequeno grupo da Frente Motorizada do PSUV, em Turmero. O grupo a agrediu e a seus companheiros com chutes, socos e objetos dizendo que "este é um território chavista e aqui não cabe qualquer oposição política". Machado e dois de seus companheiros foram feridos.
Em 30 de abril de 2013, as câmeras que cobrem a Assembleia Nacional foram viradas para o teto e a oposição afirmou que foi "agredida fisicamente numa emboscada planejada por partidários do governo do presidente Nicolas Maduro". Machado foi ferida, junto com outros parlamentares na Assembleia Nacional, dizendo que foi atacada por trás, atingido no rosto e chutado enquanto no chão que a deixou com um nariz quebrado. Machado disse que o ato "foi uma premeditada, covarde e vil, agressão". O presidente Maduro reagiu à situação, dizendo: "Não estamos de acordo com a violência que aconteceu hoje na Assembleia Nacional. Dizem qe nós sabíamos que a oposição estava vindo para provocar violência". Nenhuma ação disciplinar foi tomada contra qualquer um dos atacantes após o incidente.
Num comício em 16 de novembro de 2013 mostrando o apoio para o partido de oposição durante as eleições municipais, Machado e outros políticos foram atacadas, supostamente por partidários do governo, com pedras e fogos de artifício.
Depois de liderar protestos no estado de Bolívar em 14 de março de 2014, Machado e outros foram atacados no aeroporto de Puerto Ordaz. Logo depois, a Guarda Nacional interveio para dispersar o ataque.
Foi atacada por membros de colectivos ao dirigir uma reunião em Caricuao em 30 de julho de 2014. O veículo em que viajava foi danificado, com a carroceria e janelas atingidas com  paus e pedras. Machado escapou e foi, em seguida, refugiu-se no local da reunião, enquanto os colectivos seguiram-na arrombando a porta, de onde, em seguida, retiraram-se depois de confrontos com os moradores que protegeram Machado.

## Prêmios e reconhecimento
Em maio de 2005, o então presidente dos EUA, George W. Bush, recebeu Machado no Salão Oval. Após a reunião e a discussão sobre os esforços do Súmate para proteger a integridade e a transparência do processo eleitoral na Venezuela, um porta-voz afirmou que "[o] Presidente expressou sua preocupação com os esforços para assediar e intimidar o Súmate e sua liderança". Em 2006, o National Review aclamou Machado como "o melhor da humanidade feminina e os difíceis tempos que muitas mulheres enfrentam ao redor do mundo" em uma lista de Mulheres que o Mundo Deveria Conhecer para o Dia Internacional da Mulher.

Em 2009, Machado foi escolhida dentre 900 candidatas como uma das 15 aceitas no Programa Yale World Fellows. O programa da Universidade Yale visa construir uma rede global de líderes emergentes e ampliar a compreensão internacional. O comunicado afirmou: 
Machado se dedica à defesa das instituições democráticas e das liberdades civis por meio do SUMATE, o principal observatório da transparência eleitoral no país.
 Posteriormente, ela concluiu o programa.

### Prêmios e honrarias
Machado recebeu o Prêmio de Direitos Humanos Václav Havel em 2024, concedido pelo Conselho da Europa. Ela foi uma das três finalistas, junto com Akif Gurbanov e Babutsa Pataraia. Junto com Edmundo González, recebeu o Prêmio Sakharov em 24 de outubro de 2024.
Em 2019, Machado recebeu o Prêmio pela Liberdade da Liberal International. Em 2015, recebeu o Prêmio Cádiz Cortes Ibero-Americano pela defesa inabalável da liberdade e pelos requisitos mínimos para a realização dos direitos humanos, fato que a colocou em confronto com o governo, incluindo situações de prisão e restrição dos direitos civis. Machado foi escolhida em 2009, dentre mais de 900 candidatas, como uma das 15 aceitas no programa Yale World Fellows, sendo descrita como alguém que "se dedica à defesa das instituições democráticas e das liberdades civis".
Em 2018, Machado foi nomeada uma das 100 Mulheres Mais Influentes pela BBC. Em 2006, foi descrita pelo National Review como uma "heroína relutante" em uma lista de Mulheres que o Mundo Deveria Conhecer para o Dia Internacional da Mulher, sendo chamada de "o melhor da humanidade feminina e os difíceis tempos que muitas mulheres enfrentam ao redor do mundo".

### Nomeação ao Prêmio Nobel da Paz
A Fundação Inspira América se uniu aos reitores de quatro universidades em 16 de agosto de 2024 para promover a nomeação de Machado ao Prêmio Nobel da Paz, a ser concedido em outubro de 2025, destacando sua "luta incansável pela paz na Venezuela e no mundo" como "um reconhecimento justo a uma pessoa que dedicou quase toda sua vida à luta pela paz e pela libertação" da Venezuela. Legisladores do estado da Flórida – Marco Rubio, Rick Scott, María Elvira Salazar e Mario Díaz-Balart – enviaram uma carta em apoio à nomeação em 26 de agosto, afirmando que sua "liderança corajosa e altruísta, e sua dedicação inabalável à busca pela paz e pelos ideais democráticos" foram "instrumentais para mobilizar apoio doméstico e internacional para uma resolução pacífica da crise de fraude eleitoral em curso", além de sua atuação para "chamar a atenção para as violações dos direitos humanos ocorrendo sob o regime atual, que incorporam os princípios que o Prêmio Nobel da Paz busca honrar".
Em 2 de abril de 2014, María Corina Machado esteve diante da Comissão de Relações Exteriores e de Defesa Nacional do Senado Federal do Brasil para denunciar a violência política e as violações de direitos humanos na Venezuela. A senadora Vanessa Grazziotin (PCdoB-AM) tentou impedir sua presença naquela comissão. Porém, a deputada venezuelana cassada pôde comparecer.

### Visitas ao Brasil
Senadores da base aliada do governo brasileiro, Eduardo Suplicy (PT-SP) e Randolfe Rodrigues (PSOL-AP) contestaram e criticaram as declarações de Machado, que apresentou um vídeo de três minutos mostrando a violência policial na repressão a manifestações da oposição e depoimentos de jovens contra o governo de Nicolás Maduro. A senadora Vanessa Grazziotin afirmou que o vídeo exibido era uma farsa e, fez o seguinte protesto: " Esse vídeo é uma montagem. Considero a sua exibição um desrespeito ao Senado Federal do Brasil. Não queira nos enganar com aquilo."
Já os senadores integrantes da oposição, Ricardo Ferraço (PMDB-ES), Aloysio Nunes (PSDB-SP), Pedro Taques (PDT-MT), José Agripino (DEM-RN), Álvaro Dias (PSDB-PR), Ana Amélia (PP-RS) e Roberto Requião (PMDB-PR) demonstraram preocupação com os problemas sócioeconômicos e políticos enfrentados pela Venezuela e, manifestaram apoio pela ex-deputada venezuelana.
Em entrevista concedida ao jornal Folha de S. Paulo, María Corina Machado afirmou:
| “ | O Brasil deve dizer a verdade. Há uma carta democrática interamericana que assinamos na OEA, e a Venezuela a viola de maneira sistemática. O relatório da ONU sobre a tortura no país é devastador. Espero que Dilma Roussseff leia este relatório. Indiferença hoje, equivale a cumplicidade. A história julgará. | ” |

É uma das 100 Mulheres da lista da BBC de 2018.